# HDwiki
HDwiki是由互动百科开发的中文wiki引擎，于2006年11月28日推出，互动在线的在线百科全书网站互动百科亦使用HDwiki，有超过3000个网站使用该系统。HDwiki基于PHP语言开发，并使用MySQL数据库，是为中文百科在线网站设计的解决方案。HDwiki支持与Discuz!的无缝对接，实现一站式登录。同时，HDwiki支持MediaWiki数据的导入。HDWiki的源码可以自由下载，而不需要注册。HDWiki对于非商业使用而言是免费的；商业使用需要从互动获得特别的授权协议。尽管网站的URL“http://kaiyuan.hudong.com/”中包含kaiyuan（意为开源），但因限制商業使用，HDwiki并不是一个真正的开源软件。